# ヒール・アンド・トウ

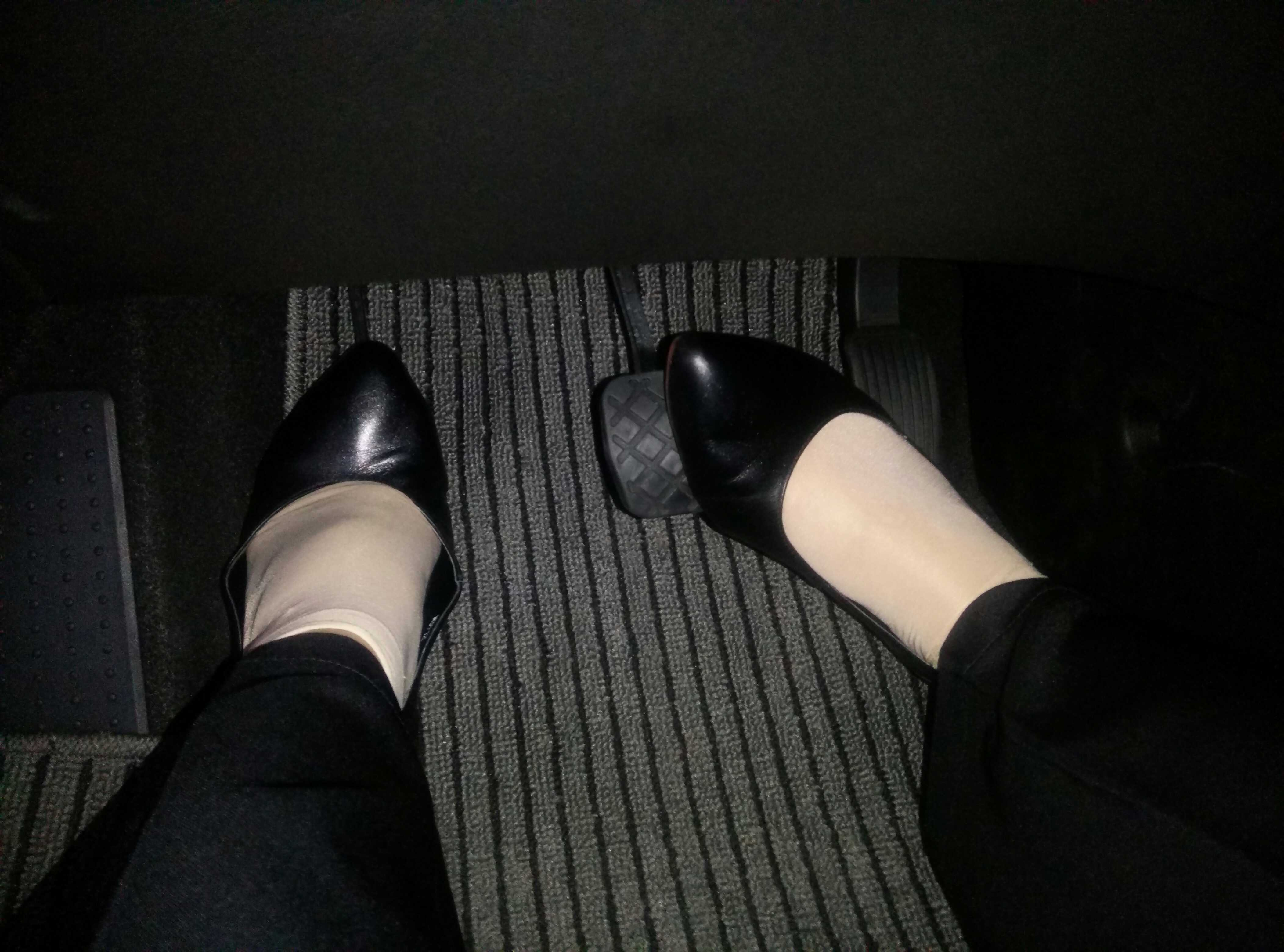
自動車におけるヒール・アンド・トウの動作。

ヒール・アンド・トウ（英: heel-and-toe）とは、「爪先」と「かかと」を使った動きの事である。また、手の指先と手のひらを使った同様の動きもヒール・アンド・トウと呼ぶ。自動車運転、楽器演奏、ダンスなどの分野で使われる用語である。

## 自動車・オートバイ

### 自動車
マニュアルトランスミッション車の運転技術の一つである。右足でブレーキペダルと同時にアクセルペダルを踏む操作で、かかと（英語: heel）と爪先（英語: toe）の両方を使ってペダルを操作することに由来する。
ヒール・アンド・トウはマニュアルミッション搭載車においてシフトダウンする際に、右足でブレーキペダルを踏んで減速しながら、左足でクラッチペダルを踏んでクラッチを切り、それぞれのペダルを踏んだまま右足のかかとでアクセルペダルを踏んでエンジンの回転速度をトランスミッションと同調させる操作である。レースやラリーなどのモータースポーツで利用される。ペダル配置やドライバーの好みなどにより、足の親指側でブレーキを、小指側でアクセルを踏む方法もある。

電子制御された自動車の場合は自動的にスロットル操作が行われるものがあり、ブレーキを踏みっぱなしでも同様の結果が得られる。このことをオートブリッピングと呼ぶ。

### オートバイの場合
アクセルとブレーキの操作が両手足に分かれているためにヒール・アンド・トウとは言わないが、ブレーキをかけながらのシフトダウンがこれに当たる。

## 打楽器の演奏
コンガやボンゴの演奏で左手の指先と手のひらで交互に叩くことをヒール・アンド・トウと呼ぶ。主に裏拍（バックビート）と呼ばれる音を演奏するのにつかわれる。

## ダンス
爪先やかかとを軸にして行う足の動き。ステップ（歩くような動き）と区別されるが、足の動きという意味でヒールアンドトウもステップの一種として考えられる場合も多い。